# Dymokury
Dymokury – gmina w Czechach, w powiecie Nymburk, w kraju środkowoczeskim. Według danych z dnia 1 stycznia 2013 liczyła 846 mieszkańców.
W miejscowości jest przystanek kolejowy Dymokury.